# Segunda División de España 1946-47
La temporada 1946–47 de la Segunda División de España de fútbol corresponde a la 16.ª edición del campeonato y se disputó entre el 22 de septiembre de 1946 y el 13 de abril de 1947.
El campeón de Segunda División fue el CD Alcoyano.

## Sistema de competición
La Segunda División de España 1946/47 fue organizada por la Federación Española de Fútbol (RFEF).
El campeonato contó con la participación de catorce clubes en un grupo único siguiendo un sistema de liga, de modo que los catorce equipos se enfrentaron entre sí, todos contra todos en dos ocasiones -una en campo propio y otra en campo contrario- sumando un total de 26 jornadas. El orden de los encuentros se decidió por sorteo antes de empezar la competición.
Se estableció una clasificación con arreglo a los puntos obtenidos en cada enfrentamiento, a razón de dos por partido ganado, uno por empatado y ninguno en caso de derrota. En caso de empate a puntos entre dos o más clubes en la clasificación, se tuvo en cuenta el mayor cociente de goles. 
El primer clasificado se proclamó campeón de Segunda División y ascendió a Primera División junto al subcampeón, mientras que el tercer clasificado jugó una promoción a partido único en campo neutral frente al antepenúltimo clasificado de Primera División.
Los dos últimos clasificados descendieron directamente a Tercera División, mientras que el antepenúltimo clasificado jugó una promoción a partido único en campo neutral frente al tercer clasificado de la liguilla de ascenso a Segunda División.

## Clubes participantes
| Datos de ascensos y descensos con respecto a la temporada anterior |
| --- |
| CD Alcoyano y Hércules CF descienden de Primera División. CD Sabadell CF y RC Deportivo de La Coruña ascienden a Primera División. Jerez CF, UD Salamanca y SD Ceuta descienden a Tercera División. CD Málaga, Levante UD y CD Baracaldo Altos Hornos ascienden a Segunda División. |

| Equipo                                | Ciudad            | Estadio             |
| ------------------------------------- | ----------------- | ------------------- |
| Club Deportivo Alcoyano               | Alcoy             | El Collao           |
| Club Deportivo Baracaldo Altos Hornos | Baracaldo         | Lasesarre           |
| Real Betis Balompié                   | Sevilla           | Heliópolis          |
| Real Club Deportivo Córdoba           | Córdoba           | El Arcángel         |
| Granada Club de Fútbol                | Granada           | Los Cármenes        |
| Club Ferrol                           | Ferrol            | Inferniño           |
| Club Gimnástico de Tarragona          | Tarragona         | Avenida de Cataluña |
| Hércules Club de Fútbol               | Alicante          | La Viña             |
| Levante Unión Deportiva               | Valencia          | Vallejo             |
| Club Deportivo Málaga                 | Málaga            | La Rosaleda         |
| Club Deportivo Mallorca               | Palma de Mallorca | El Fortín           |
| Real Sociedad de Fútbol               | San Sebastián     | Atocha              |
| Real Santander Sociedad Deportiva     | Santander         | El Sardinero        |
| Zaragoza Fútbol Club                  | Zaragoza          | Torrero             |

## Clasificación final
| Pos. | Equipo                       | Pts. | PJ | G  | E | P  | GF | GC | Dif. | Clasificación                     |
| ---- | ---------------------------- | ---- | -- | -- | - | -- | -- | -- | ---- | --------------------------------- |
| 1    | C. D. Alcoyano (C, A)        | 38   | 26 | 16 | 6 | 4  | 65 | 36 | +29  | Ascenso a Primera División        |
| 2    | Gimnástico de Tarragona (A)  | 35   | 26 | 16 | 3 | 7  | 67 | 42 | +25  | Ascenso a Primera División        |
| 3    | Real Sociedad (A)            | 32   | 26 | 13 | 6 | 7  | 55 | 37 | +18  | Acceso a Promoción de ascenso     |
| 4    | Hércules C. F.               | 30   | 26 | 14 | 2 | 10 | 48 | 44 | +4   |                                   |
| 5    | C. D. Mallorca               | 26   | 26 | 13 | 0 | 13 | 47 | 48 | −1   |                                   |
| 6    | Levante U. D.                | 26   | 26 | 12 | 2 | 12 | 62 | 54 | +8   |                                   |
| 7    | Granada C. F.                | 25   | 26 | 10 | 5 | 11 | 36 | 51 | −15  |                                   |
| 8    | R. C. D. Córdoba             | 24   | 26 | 9  | 6 | 11 | 38 | 41 | −3   |                                   |
| 9    | C. D. Málaga                 | 23   | 26 | 8  | 7 | 11 | 38 | 44 | −6   |                                   |
| 10   | Club Ferrol                  | 22   | 26 | 9  | 4 | 13 | 48 | 62 | −14  |                                   |
| 11   | C. D. Baracaldo Altos Hornos | 21   | 26 | 10 | 1 | 15 | 58 | 59 | −1   |                                   |
| 12   | Real Santander S. D. (D)     | 21   | 26 | 7  | 7 | 12 | 38 | 54 | −16  | Acceso a Promoción de permanencia |
| 13   | Zaragoza C. F. (D)           | 21   | 26 | 9  | 3 | 14 | 42 | 47 | −5   | Descenso a Tercera División       |
| 14   | Real Betis (D)               | 20   | 26 | 8  | 4 | 14 | 37 | 60 | −23  | Descenso a Tercera División       |

 Fuente: BDFutbol
Criterios de clasificación: Puntos · Diferencia de goles · Goles a favor · Play-off

## Resultados
| Local \ Visitante            | ALC | BAR | BET | COR | FER | GIM | GRA | HER | LEV | MAL | MLL | RSA | RSO | ZAR |
| ---------------------------- | --- | --- | --- | --- | --- | --- | --- | --- | --- | --- | --- | --- | --- | --- |
| C. D. Alcoyano               | —   | 3–0 | 6–1 | 2–0 | 5–2 | 3–1 | 1–1 | 1–3 | 5–2 | 1–2 | 3–1 | 4–1 | 0–0 | 3–0 |
| C. D. Baracaldo Altos Hornos | 0–0 | —   | 6–1 | 5–2 | 2–3 | 0–1 | 6–2 | 6–2 | 5–1 | 4–2 | 6–1 | 3–0 | 0–7 | 4–0 |
| Real Betis                   | 0–2 | 3–2 | —   | 1–1 | 3–1 | 0–0 | 2–0 | 2–0 | 2–0 | 1–0 | 6–0 | 2–2 | 0–3 | 1–0 |
| R. C. D. Córdoba             | 2–3 | 3–0 | 3–1 | —   | 1–1 | 1–1 | 5–0 | 2–0 | 2–0 | 1–1 | 2–0 | 2–2 | 3–2 | 0–1 |
| Club Ferrol                  | 1–2 | 3–0 | 1–1 | 2–1 | —   | 3–4 | 3–0 | 2–2 | 3–1 | 4–1 | 2–1 | 3–1 | 3–4 | 4–0 |
| Gimnástico de Tarragona      | 4–2 | 8–2 | 4–3 | 3–0 | 4–1 | —   | 3–0 | 5–2 | 4–3 | 4–0 | 2–0 | 4–2 | 0–0 | 4–1 |
| Granada C. F.                | 2–2 | 3–1 | 3–0 | 0–1 | 3–0 | 2–1 | —   | 2–1 | 1–2 | 4–2 | 2–0 | 4–0 | 2–1 | 2–1 |
| Hércules C. F.               | 0–1 | 3–2 | 3–2 | 2–0 | 3–2 | 2–1 | 4–0 | —   | 2–2 | 1–0 | 2–0 | 1–0 | 4–1 | 3–1 |
| Levante U. D.                | 4–3 | 3–1 | 5–1 | 2–3 | 8–0 | 4–1 | 3–0 | 0–2 | —   | 4–2 | 0–3 | 6–0 | 4–0 | 1–0 |
| C. D. Málaga                 | 2–2 | 1–0 | 1–0 | 0–0 | 5–0 | 5–3 | 0–0 | 2–1 | 1–1 | —   | 1–3 | 3–0 | 4–2 | 0–0 |
| C. D. Mallorca               | 2–3 | 2–0 | 4–2 | 2–0 | 5–1 | 3–0 | 3–0 | 3–0 | 1–3 | 2–0 | —   | 3–2 | 2–0 | 2–1 |
| Real Santander S. D.         | 2–2 | 0–2 | 4–1 | 2–0 | 1–1 | 0–1 | 2–2 | 2–4 | 3–0 | 2–1 | 3–2 | —   | 2–2 | 3–0 |
| Real Sociedad                | 1–2 | 2–0 | 3–0 | 4–1 | 2–1 | 3–2 | 1–1 | 2–1 | 6–2 | 2–0 | 2–1 | 1–1 | —   | 3–0 |
| Zaragoza C. F.               | 2–4 | 3–1 | 6–1 | 4–2 | 2–1 | 0–2 | 6–0 | 3–0 | 3–1 | 2–2 | 5–1 | 0–1 | 1–1 | —   |

## Promoción de ascenso a Primera División
La promoción se jugó a partido único en Madrid, con el siguiente resultado:
| 8 de junio de 1947 | Real Murcia CF | 0:2     | Real Sociedad | Estadio Metropolitano de Madrid, Madrid |  |
|                    |                | Reporte |               |                                         |  |

- Asciende a Primera División: Real Sociedad.
- Desciende a Segunda División: Real Murcia CF.

## Promoción de permanencia
La promoción se jugó a partido único en Oviedo, con el siguiente resultado:
| 13 de julio de 1947 | Real Valladolid                    | 3:1     | Real Santander SD | Campo de Bellavista, Oviedo                        |                                                    |
|                     | Vaquero 7' Vaquero 15' Vaquero 26' | Reporte | Saras 27'         | Asistencia: ??? espectadores Árbitro(s): Iturralde | Asistencia: ??? espectadores Árbitro(s): Iturralde |

- Asciende a Segunda División: Real Valladolid.
- Desciende a Tercera División: Real Santander SD.

## Resumen
Campeón de Segunda División:
| - Club Deportivo Alcoyano |

Ascienden a Primera División:
| - Club Deportivo Alcoyano | - Club Gimnástico de Tarragona | - Real Sociedad de Fútbol |

Descienden a Tercera División: 
| - Real Santander Sociedad Deportiva | - Zaragoza Fútbol Club | - Real Betis Balompié |